# Srečko Kokalj
Srečko Kokalj, slovenski ekonomist in politik, * 19. maj 1943.
Med 1. junijem 1997 in 2. aprilom 1998 je bil državni sekretar Republike Slovenije na Ministrstvu za obrambo Republike Slovenije.